# Marcin Bełdowski
Marcin Bełdowski herbu Jastrzębiec – wojski kruszwicki w latach 1668–1698, pisarz grodzki inowrocławski.
Członek konfederacji województw kujawskich w 1670 roku.
Był elektorem Michała Korybuta Wiśniowieckiego z województwa brzeskokujawskiego w 1669 roku. W 1674 roku był elektorem Jana III Sobieskiego z województwa brzeskokujawskiego.